# Olympische Sommerspiele 1936/Kanu – Einer-Canadier 1000 m (Männer)
Der Wettkampf im Einer-Canadier über 1000 Meter bei den Olympischen Sommerspielen 1936 wurde am 8. August auf der Regattastrecke Berlin-Grünau ausgetragen.
Der Wettkampf bestand aus einem Rennen, an dem nur sechs Athleten aus sechs Ländern teilnahmen. Unter ihnen waren der Europameister von 1934 Erich Koschik sowie der Tschechoslowake Bohuslav Karlík, der bei den Europameisterschaften 1933 und 1934 Medaillen gewonnen hatte. Den Olympiasieg sicherte sich jedoch der Kanadier Frank Amyot. Dieser konnte überhaupt erst durch das Sammeln von Spenden an den Spielen teilnehmen, da das Canadian Olympic Committee und der nationale Kanuverband kein Geld für die Reise zur Verfügung gestellt hatten. Das Duell um die Silbermedaille war ziemlich eng, jedoch konnte sich Karlík gegenüber Koschik durchsetzen.

## Ergebnisse
| Rang | Athlet          | Nation             | Zeit       |
| ---- | --------------- | ------------------ | ---------- |
| 1    | Frank Amyot     | Kanada             | 5:32,1 min |
| 2    | Bohuslav Karlík | Tschechoslowakei   | 5:36,9 min |
| 3    | Erich Koschik   | Deutsches Reich    | 5:39,0 min |
| 4    | Otto Neumüller  | Österreich         | 5:47,0 min |
| 5    | Joseph Hasenfus | Vereinigte Staaten | 6:02,6 min |
| 6    | Joseph Treinen  | Luxemburg          | 7:39,5 min |

## Weblink
- Ergebnisse